# والنتین هریستوف

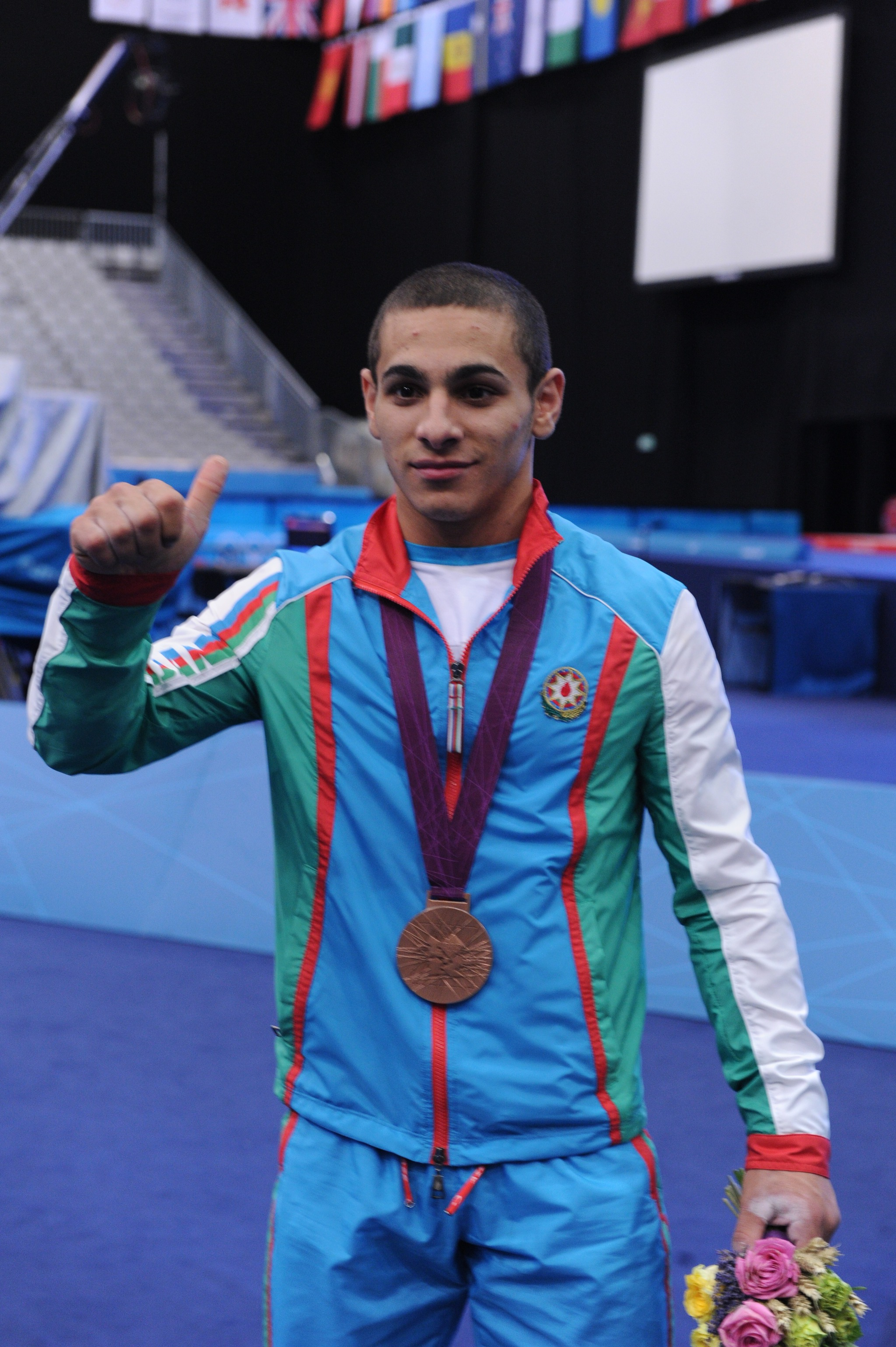
والنتین هریستوف در المپیک ۲۰۱۲ لندن

والنتین هریستوف (به بلغاری: Валентин Христов) (به انگلیسی: Valentin Hristov) زاده ۳۰ مارس ۱۹۹۴ است. او وزنه بردار کشور جمهوری آذربایجان است.